# Seconde campagne d'Arenales dans la sierra du Pérou
Guerre d'indépendance du Pérou
Batailles
m
Premiers soulèvements autonomes
- Insurrection de Tacna (1811)
- Rébellion de Huánuco (1812)
- Insurrection de Tacna (1813)
- Rébellion de Cuzco (1814)
- Bataille de la Apacheta (es)
- Bataille de Umachiri (es)

Campagne Libératrice du Sud (1820-1823)
- Débarquement de Paracas (es)
- Première campagne d'Arenales
- Bataille de Pasco (es)
- Capture de l’Esmeralda
- Discours d'Aznapuquio (es)
- Seconde campagne d'Arenales
- Combat de Quiapata (es)
- Campagne d'Intermedios de Miller
- Combat de Mirave (es)
- Premier siège de Callao
- Expédition auxiliaire de Santa Cruz à Quito
- Bataille d'Ica
- Combat de Paras (es)
- Campagne d'Intermedios d'Alvarado (es)
- Bataille de Torata (es)
- Bataille de Moquegua (es)
- Combat de Mito (es)

Campagne Libératrice du Nord (1823-1826)
- Motín de Balconcillo (es)
- Campagne d'Intermedios de Santa Cruz
- Bataille de Zepita (es)
- Combat d'Arequipa (es)
- Combat d'Alzuri (es)
- Soulèvement de Callao (es)
- Rébellion d'Olañeta (es)
- Bataille de Junín
- Combat de Bellavista (es)
- Bataille de Corpahuaico (es)
- Bataille d'Ayacucho
- Campagne de Sucre dans le Haut-Pérou
- Combat de Tumusla
- Second siège de Callao (es)

La seconde campagne d'Arenales dans la sierra du Pérou se déroule du 21 avril au 26 juillet 1821 pendant la guerre d'indépendance du Pérou.

## Forces d'Arenales
| Commandants - Juan Antonio Álvarez de Arenales - José Félix Aldao - Agustín Gamarra - Felipe Santiago Salaverry Unités et officiers - Batallón No 7 de los Andes, Coronel Pedro Conde - Batallón Cazadores del Ejército, Coronel José M. Aguirre - Batallón Voltígeros de la Guardia, Coronel Tomas Heres - Regimiento Granaderos a Caballo, commandé par Rudecindo Alvarado - Quatre pièces d'artillerie. |

## Historique
Cerro de Pasco est prise par les indépendantistes le 21 avril et Arenales, qui avait augmenté sa division de plus de 4 000 soldats, se lance vers la région de Huancavelica.
Les royalistes espagnols, qui ne disposent que de 900 soldats, parviennent cependant à tenir leurs positions. Le retrait des troupes indépendantistes des montagnes péruviennes a de plus été une erreur cruciale, permettant au vice-roi José de la Serna qui avait été expulsé de Lima le 6 juillet de reconstituer son armée.